# Cantone di Saint-Loup-Lamairé
Il Cantone di Saint-Loup-Lamairé era una divisione amministrativa dell'arrondissement di Parthenay.
A seguito della riforma approvata con decreto del 18 febbraio 2014, che ha avuto attuazione dopo le elezioni dipartimentali del 2015, è stato soppresso.

## Composizione
Comprendeva i comuni di:
- Assais-les-Jumeaux
- Le Chillou
- Gourgé
- Louin
- Maisontiers
- Saint-Loup-Lamairé
- Tessonnière